# Киш, Томислав
Томислав Киш (хорв. Tomislav Kiš; родился 4 апреля 1994 года, Загреб, Хорватия) — хорватский футболист, нападающий литовского клуба «Жальгирис» (Вильнюс).

## Клубная карьера
Воспитанник клубов «Дубрава», загребского «Динамо», «Кроации» и сплитского «Хайдука». 2 марта 2012 года в матче против «Загреба» дебютировал во чемпионате Хорватии за «Хайдук». 3 ноября в поединке против «Задара» забил свой первый гол за клуб. В 2013 году помог клубу выиграть Кубок Хорватии. В 2014 году для получения игровой практики Киш на правах аренды выступал за клубы Второго дивизиона Хорватии «Дугополье» и «Горицу».
В начале 2015 года на правах аренды перешёл в словенский «Заврч». В матче против «Домжале» дебютировал в чемпионате Словении. 7 марта в поединке против «Копера» забил свой первый гол за «Заврч».
Летом 2015 года перешёл в бельгийский «Кортрейк». В матче против «Ауд-Хеверле Лёвен» дебютировал в Жюпиле лиге. 3 октября в поединке против «Вестерло» забил свой первый гол. Летом 2016 года был отдан в аренду в «Серкль Брюгге». 14 августа в матче против «Льерса» дебютировал во втором дивизионе Бельгии. 21 августа в поединке против «Тюбиза» забил свой первый гол за клуб.
Летом 2017 года присоединился к белорусскому «Шахтёру» Солигорск. Дебютировал 30 июля в матче против «Городеи». 13 августа в поединке против «Минска» забил свой первый гол.

## Достижения
Командные
 «Хайдук» (Сплит)
- Обладатель Кубка Хорватии — 2012/13